# Prueba de cizallamiento lunotriquetral

Estructura de la mano.

En cirugía ortopédica, la prueba de cizallamiento lunotriquetral o maniobra de cizallamiento lunotriquetral consiste en estabilizar el hueso semilunar entre el pulgar y el índice de una mano, y el hueso pisiforme entre el pulgar y el índice de la otra. El pisiforme y el hueso piramidal se empujan en dirección palmar a dorsal. La aparición de molestias en esta zona sugiere la posibilidad de una lesión en el ligamento interóseo lunotriquetral.